# Коропі
Коропі — передмістя на сході Афін, центр муніципалітету Кропія.
Коропі розташоване не схід від гори Іметт на відстані 20 км від центру грецької столиці. Найближча станція метро в аеропорті «Елефтеріос Венізелос».
Поселення оточене виноградниками та оливковими гаями, деякі з них значно постраждали під час пожеж 1996 та 1997 років.
В передмісті розташований головний офіс компанії Olympic Air.

## Населення
| Рік  | Населення |
| ---- | --------- |
| 1981 | 12 873    |
| 1991 | 12 790    |
| 2001 | 16 813    |

## Персоналії
- Георгіос Папасідеріс —  грецький легкоатлет і  важкоатлет, бронзовий призер  літніх Олімпійських ігор 1896.